# Luis Herrera Mesa
Luis Herrera Mesa (San Sebastián de La Gomera, 29 de agosto de 1949), biólogo español, Premio Humboldt. Fue profesor de biología y catedrático de zoología. En la actualidad es catedrático emérito del departamento de biología ambiental.

## Biografía
Cursó el parvulario en el colegio de la Congregación de Amantes de Jesús e Hijas de María Inmaculada y los estudios primarios en el colegio público García Escámez de San Sebastián de La Gomera. Realizó los estudios de secundaria en la Academia de los Hermanos Armas Fernández, en régimen de enseñanza libre (1959-1966); y los estudios preuniversitarios en el IES Canarias Cabrera Pinto (1966-67). Realizó la licenciatura en Ciencias Biológicas (1967-1972) en la Universidad de La Laguna. Ese mismo año se trasladó a Pamplona para realizar el doctorado en la Universidad de Navarra (1975), con el profesor Rafael Jordana.
En 1978 obtuvo por oposición la plaza de Profesor Adjunto de Biología en la Universidad Autónoma de Madrid. Amplió estudios en el Zoologische Staatssammlung München como becario de la Fundación Alexander von Humboldt (1982 y 1983), con el profesor Ernst Josef Fittkau y como Visiting Scholar en la Universidad de Múnich.
De 1978 a 1984 fue profesor Adjunto de Zoología de la Universidad de Navarra y más tarde Profesor Agregado (1984-1997) y profesor Ordinario (1997-2007). Desde 2008 es catedrático de Zoología por Resolución del Consejo de Universidades del Gobierno de España. Y desde 2014 es catedrático emérito del Departamento de Biología ambiental de la Universidad de Navarra. Al mismo tiempo de su labor docente ejerció tareas de asesoramiento medioambientales como miembro del Consejo Navarro de Medio Ambiente del Gobierno de Navarra (1990-1996).
En 1987 describió un sistema innovador de nomenclatura numérica para el archivo de las especies en el Museo de Zoología. En 1990 la Fundación Alexander von Humboldt le concedió el Premio Humboldt (Humboldt Forschungspreis) en Limnología por su investigación aplicada al conocimiento de un ecosistema acuático.
Ejerció diferentes cargos académicos en la Universidad de Navarra. Fue Presidente del Servicio de Publicaciones de esta Universidad (1992-2007) y Presidente del Consejo de Dirección de Nuestro Tiempo. Desarrolló tareas de evaluación externa en el sistema español universitario por nombramiento de la Agencia Nacional de Evaluación de la Calidad y Acreditación —ANECA— (2004-2007), de la Unidad para la Calidad de las Universidades andaluzas -UCUA-, de la Agencia para la Calidad del Sistema Universitario de Cataluña —AQU— (2010-2012) y de la Fundación Madrimasd para el Conocimiento (2014-2017). En 2008 y 2009 implementó un programa de seguimiento interno de la calidad para la evaluación y acreditación en la Universidad del Istmo de Guatemala. De 2001-2014 fue director de la Comisión de Evaluación de la Calidad y Acreditación de la Universidad de Navarra.
El Pleno del Cabildo Insular de La Gomera en sesión ordinaria del 4 de julio de 2014 adoptó el siguiente acuerdo institucional: El Excmo. Cabildo Insular de La Gomera, en su condición de máxima Institución Insular y en representación de los ciudadanos de la isla, reconoce y expresa su felicitación y enhorabuena al Ilustre Gomero Sr. D. Luis Herrera Mesa, por su trayectoria personal, profesional y por el meritorio galardón al que se ha hecho merecedor como lo es la Cruz de la Orden del Mérito de la República Federal de Alemania recientemente impuesta en la Embajada de dicho país en España. El mismo Cabildo Insular en sesión plenaria el 6 de marzo de 2015 interpretando el sentir general acordó otorgar el nombramiento de Hijo Predilecto de la Isla de La Gomera al Dr. D. Luis Herrera Mesa, catedrático de Zoología de la Universidad de Navarra como público reconocimiento a su trayectoria vital y profesional indisolublemente unidas a esta Isla.
En 2015 la AF Hautacuperche rindió un merecido homenaje al Dr. Luis Herrera Mesa en atención a los méritos humanos que ha demostrado a lo largo de su vida. La Asociación de Descendientes de las Islas Canarias (Canary Islands Descendants Association) de San Antonio, Texas (Estados Unidos), le otorgó la Medal Our Lady La Candelaria. En 2016, con ocasión de la celebración del 25 Aniversario de la Asociación Alexander von Humboldt de España (1991-2016) fue distinguido con una Placa conmemorativa por sus méritos en favor del desarrollo y consolidación de la misma.
Está casado con Alicia Damas. Tiene seis hijos y veintitrés nietos.

## Obra
Ejerció su tarea docente durante más de cuarenta años en diferentes Universidades. Comenzó su actividad investigadora en fisiología (1973-1978) sobre transporte de electrolítos y potencial de membrana con aportaciones de gran impacto científico. Desde 1978 se inició en los estudios de biodiversidad y zoología para comprender la gran variedad de especies de diferentes grupos faunísticos, sobre los que publicó varios libros y monografías. Así mismo investigó sobre temas de interés en ecología (1980-1994) como los efectos de las repoblaciones forestales o el impacto de los incendios forestales sobre la fauna de estos ecosistemas. Realizó contribuciones significativas en biogeografía (1985-1999) para demostrar la distribución de los animales en relación con el clima y la fitogeografía. Un campo de especial interés para el prof. Luis Herrera Mesa ha sido la limnología (1981-1999) con aportaciones para determinar la calidad de un ecosistema acuático mediante índices bióticos, por las que recibió el Premio Humboldt.
Además de esta obra científica, ha mostrado una preocupación especial por la cooperación internacional (1992- ) con participación en diferentes proyectos por una cultura de la paz (Magreb), por la mejora de la educación superior (Latinoamérica) y por la cooperación transfronteriza desde la creación en 1994 de la Red de Universidades de Aquitania, País Vasco y Navarra.

## Premios
- 1972. Premio Extraordinario de Licenciatura en Ciencias de la Universidad de La Laguna.
- 1977. Premio Extraordinario de Doctorado en Biología de la Universidad de Navarra.
- 1987. Premio Extraordinario de Investigación de Caja Pamplona.
- 1990. Premio Humboldt (Humboldt Forschungspreis) de la Fundación Alexander von Humboldt (República Federal de Alemania).
- 2014. Cruz de la Orden del Mérito (Bundesverdienstkreuz) de la República Federal de Alemania.
- 2015. Hijo Predilecto de La Gomera (Islas Canarias).
- 2023. Medalla de Oro de Canarias.

## Títulos, Honores y distinciones

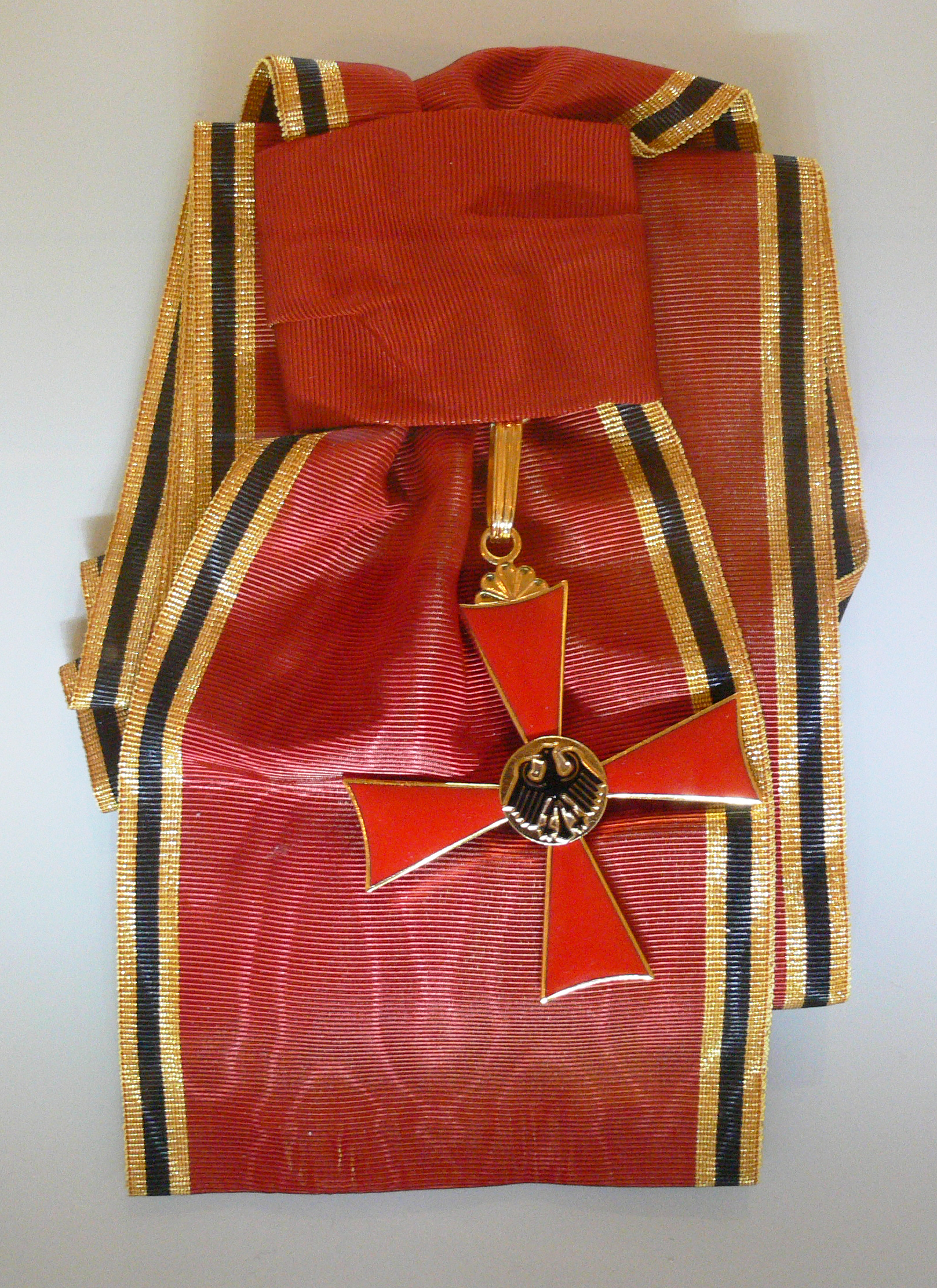
Cruz de la Orden del Mérito.

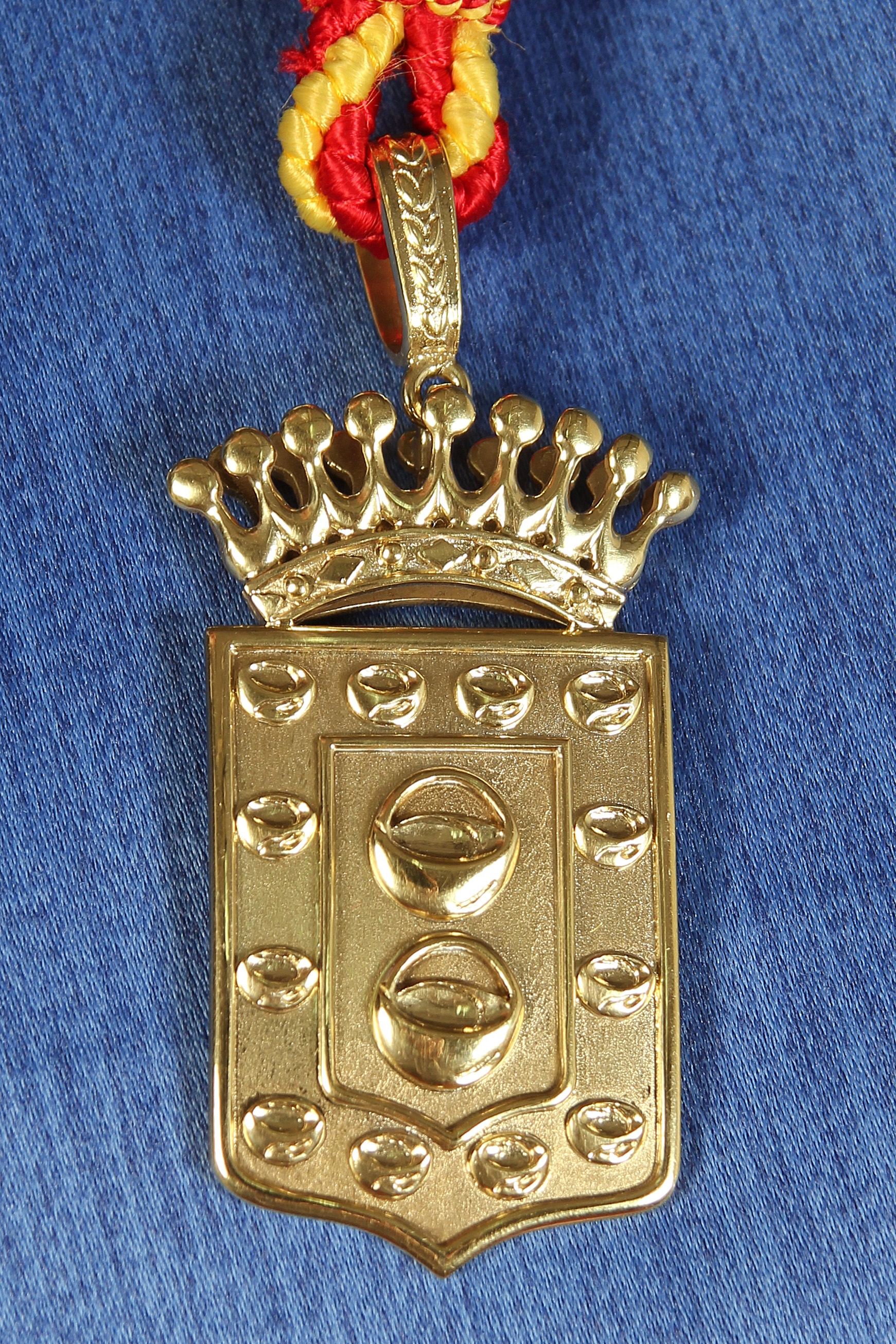
Medalla Hijo Predilecto de La Gomera.

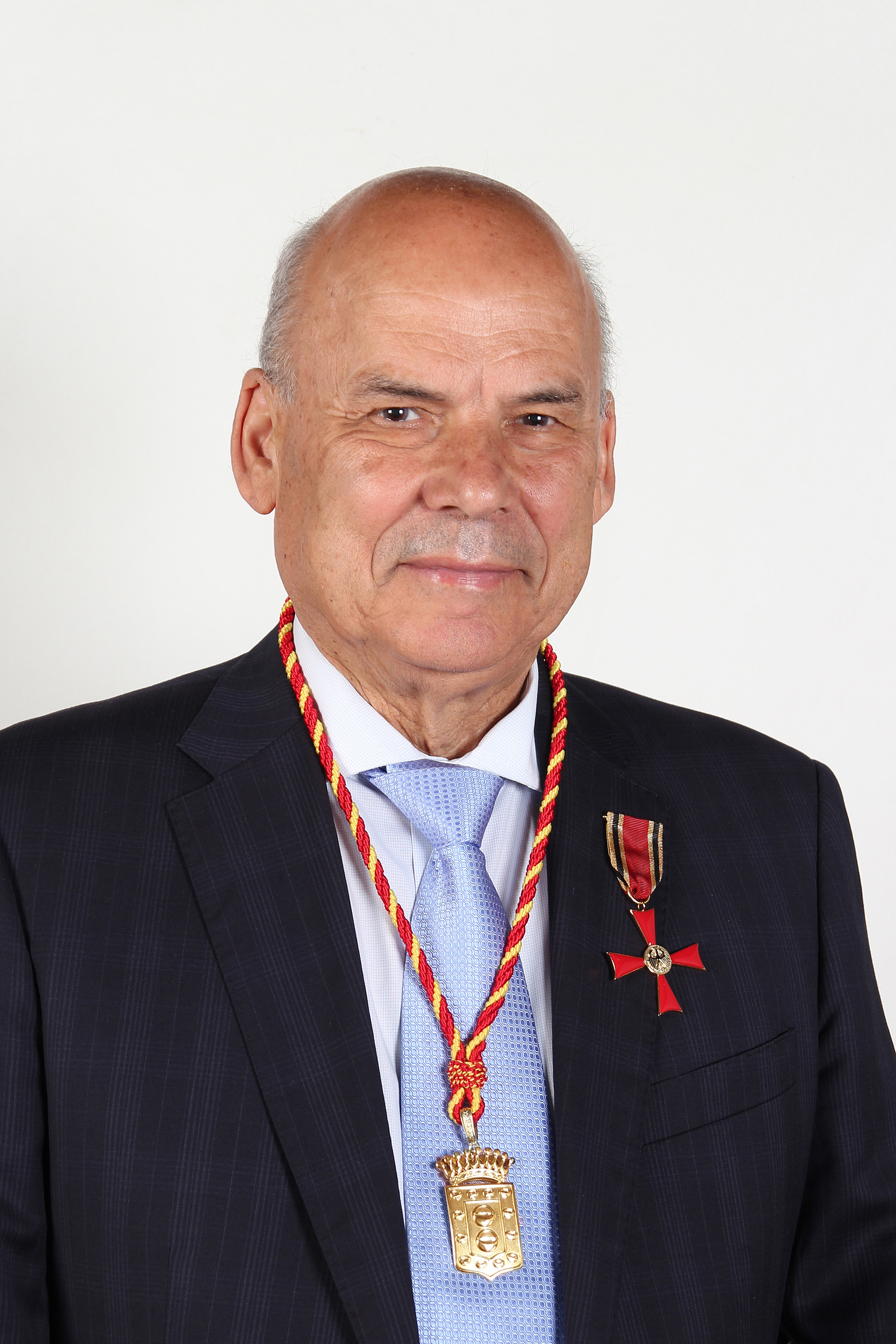
Luis Herrera Mesa Hijo Predilecto.

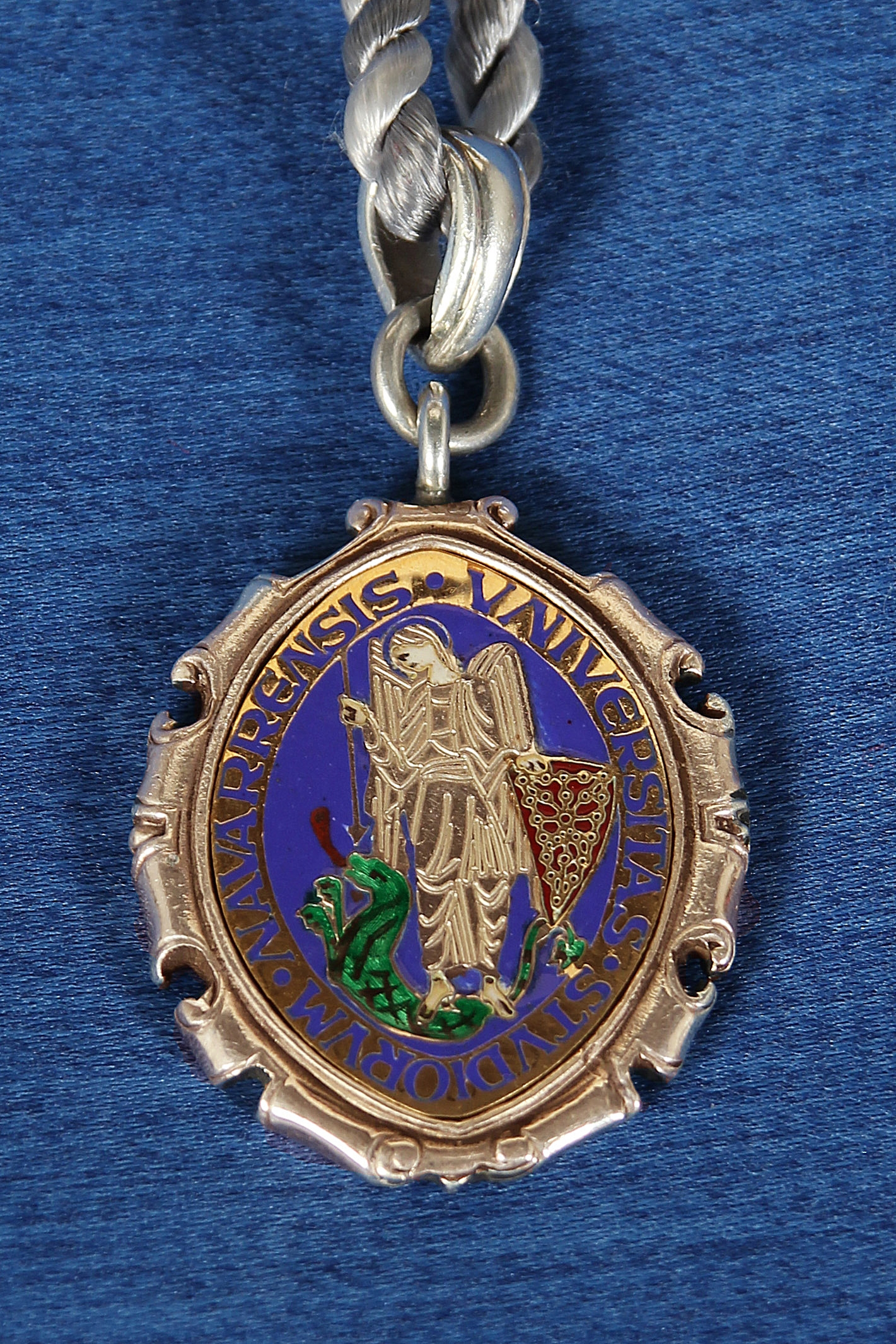
Medalla de la Universidad de Navarra.

- 2017. Vocal del Comité de Ética y Deontología Médica de la Clínica Universidad de Navarra (2017-2022).
- 2016. Vocal del Comité de Ética de la Investigación de la Universidad de Navarra(2016-2022).
- 2015. Medal Our Lady La Candelaria.
- 2015. Homenaje AF Hautacuperche.
- 2008. Presidente de la Asociación Alexander von Humboldt de España (2008-2012).
- 2006. Profesor Honorario de la Universidad Católica Santo Toribio de Mogrovejo
- 2006. Director del Departamento de Zoología y Ecología (2006-2009)
- 2002. Senador de la Asociación Alexander von Humboldt de España (2002-)[6]
- 2001. Director de la Comisión de Evaluación de la Calidad y Acreditación de la Universidad de Navarra (2001-2014).
- 1998. Medalla de Plata de la Universidad de Navarra.
- 1996. Vocal del Patronato del Centro de Estudios e Investigaciones Técnicas de Guipúzcoa (1996-2001).
- 1993. Vocal del Consejo Navarro de Medio Ambiente del Gobierno de Navarra (1990-1996).
- 1992. Vicerrector de la Universidad de Navarra (1992-2001).
- 1992. Presidente de la Comisión de Doctorado de la Universidad de Navarra (1992-1995).
- 1992. Miembro Fundador del Grupo Compostela de Universidades
- 1992. Presidente del Servicio de Publicaciones de la Universidad de Navarra (1992-2007).
- 1992. Vocal del Comité de liaison des universités dans l'Eurorégion Aquitaine-Euskadi-Navarre (1994-2014).
- 1982. Beca de Investigación (Humboldt Forschungsstipendium) de la Fundación Alexander von Humboldt de la República Federal de Alemania (1982-1983).
- 1981. Director de Estudios de la Facultad de Ciencias de la Universidad de Navarra (1981-1984).
- 1978. Profesor Titular de Biología de la Universidad Autónoma de Madrid.
- 1975. Doctor en Ciencias Biológicas por la Universidad de Navarra.
- 1972. Licenciado en Ciencias Biológicas por la Universidad de La Laguna.

## Sociedades
- Asociación Española de Entomología (1977)
- Real Sociedad Española de Historia Natural (1977)
- Swiss Entomological Society[7] (1981)
- Asociación Ibérica de Limnología (1984)
- International Society of Limnology[8] (1985)
- The Orthopterist's Society (1986)
- European Society of Coleopterology (1987)
- Deutsche Gesellschaft für Orthopterologie (1989)
- Asociación Alexander von Humboldt de España (1991)